# قرمز، سفید و آبی (فیلم ۲۰۲۰)
قرمز، سفید و آبی یک فیلم درام تاریخی به کارگردانی استیو مک کوئین و نویسندگی مشترک مک کوئین و کورتیا نیولند در سال ۲۰۲۰ است. در این فیلم جان بویگا در نقش لروی لوگان، افسری در پلیس متروپلیتن لندن بازی می‌کند که انجمن پلیس سیاه را تأسیس کرد و تلاش کرد تا نیروی پلیس را از درون اصلاح کند. این فیلم به عنوان بخشی از مجموعه گلچین اسمال اکس ۲۹ نوامبر ۲۰۲۰ در بی‌بی‌سی وان و ۴ دسامبر ۲۰۲۰ در سرویس ویدئویی آمازون منتشر شد. این فیلم اولین بار به عنوان یک فیلم افتتاحیه در پنجاه و هشتمین جشنواره فیلم نیویورک در ۲۴ سپتامبر ۲۰۲۰ به نمایش درآمد.

## انتشار
اولین نمایش این فیلم در جشنواره فیلم نیویورک ۲۰۲۰ بود که به صورت مجازی در کنار مانگرو و لاورز راک برگزار شد.